# Pont de Rikers Island
Le pont de Rikers Island (en anglais : Rikers Island Bridge ; officiellement le Francis R. Buono Memorial Bridge) est un pont de New York reliant Rikers Island, rattaché administrativement à l'arrondissement du Bronx, à celui du Queens près de l'aéroport LaGuardia de New York. 
D'une longueur de 1 280 m, inauguré en 1966, c'est le seul pont permettant l'accès à l'île, qui abrite le plus grand complexe pénitentiaire new-yorkais et le deuxième aux États-Unis.